# أندي هوكينز (عازف قيثارة)
أندي هوكينز (بالإنجليزية: Andy Hawkins)‏ هو عازف قيثارة أمريكي، ولد في 1960 في ميزوري في الولايات المتحدة.

## وصلات خارجية
- الموقع الرسمي